# Direkt aktion (tidskrift)
Direkt Aktion är en frihetligt socialistisk ungdomstidning och är Syndikalistiska Ungdomsförbundets utåtriktade tidning. Direkt Aktion grundades 1996. Den innehåller både längre teoretiska debattinlägg och lättsammare artiklar. Artiklarna kan handla om bland annat skolkamp, klassamhället, antifascism, feminism, musik och serier. Tidningen kom från början ut med 4–5 nummer per år som fysisk tidning, och den har fått sitt namn från den utomparlamentariska politiska arbetsmetoden direkt aktion. Dennis Lyxzén var återkommande krönikor i de tidiga numren.
Direkt Aktion fick sommaren 2005 kritik i media, efter att man uppmanat till stöld från arbetsplatser som gav sommarjobbare för dåligt betalt. 
Tidningen las officiellt ned på Syndikalistiska Ungdomsförbundets landsmöte 2016, men startades upp igen som webbtidning 2018. I oktober 2018 meddelade tidningen även att en podd vid namn Ungdomshälsan startats, där man samlar inspelat material kring aktuella politiska ämnen som feminism, osäkra anställningar och aktivism. Fokuset ligger på den utomparlamentariska vänstern och frågor som rör ungdomar. Här har bland annat den feministiska teoretikern Fanny Åström medverkat.